# Wangenbourg-Engenthal
Wangenbourg-Engenthal es una localidad y comuna francesa, situada en el departamento de Bajo Rin en la región de Alsacia.

## Demografía
| 1166 | 1218 | 1244 | 1176 | 1159 | 1182 |
| Para los censos de 1962 a 1999 la población legal corresponde a la población sin duplicidades (Fuente: INSEE [Consultar]) |      |      |      |      |      |

## Patrimonio
- Castillo de Wangenbourg : donjon y ruinas del siglo XIII
- Capilla de Sainte-Marie-de-l'Assomption

## Personajes célebres
- Gabriel Hanot, periodista deportivo
- Charles De Gaulle, residió en Wangenbourg.